# تشارلي وايت (لاعب كرة قدم)
تشارلي وايت (بالإنجليزية: Charlie White)‏ هو لاعب كرة قدم بريطاني (وحمل سابقاً جنسية المملكة المتحدة لبريطانيا العظمى وأيرلندا) في مركز الهجوم، ولد في 13 يناير 1889، وتوفي في 23 يوليو 1925. لعب مع نادي واتفورد.